# Karl Gustaf Grahn
Karl Gustaf Grahn, född den 9 februari 1868, död den 28 augusti 1907,  var en finländsk arkitekt.

## Biografi
Karl Gustaf Grahn var son till Hans Petter Grahn och Wilhelmina Elisabet, född Palin. Han avlade arkitektexamen vid Polytekniska institutet i Helsingfors 1889 och blev efter några år delägare i arkitektbyrån Grahn, Hedman & Wasastjerna i Helsingfors, som han grundade 1892 tillsammans med Ernst G. Hedman och Knut Wasastjerna. Han fortsatte att arbeta som fristående arkitekt efter upplösningen av byrån 1905.
Karl Gustaf Grahn var gift med Ella Leonida Grahn, född Ahlfors (1872–1944). Han är begravd på Sandudds begravningsplats i Helsingfors.

## Byggnader ritade av Grahn, Hedman & Wasastjerna (urval)
- Bostadshus Norra Magasinsgatan 9, Helsingfors 1894, rivet 1967
- Kotka saluhall, Kotka 1897
- Argos hus, Helsingfors 1897, rivet, förutom fasaden)
- Jakobstads tobaksfabrik, Jakobstad 1898
- Fenniahuset, Helsingfors 1899
- Wasa Aktie Banks hus, Helsingfors 1899
- Sumeliuska huset, Tammerfors 1901
- Rigas stadshus, 1:a pris i designtävlingen 1904[5]

## Bilder

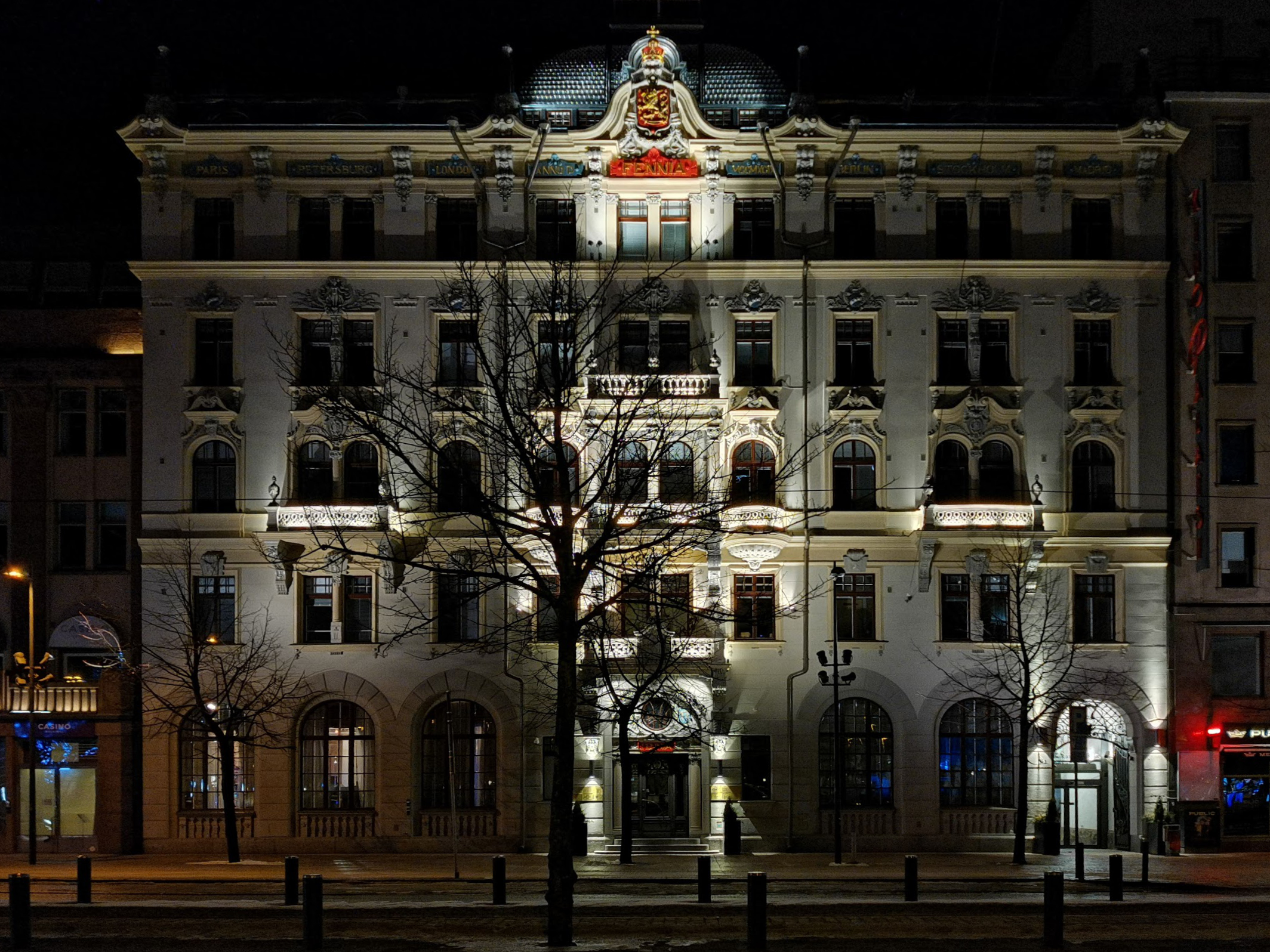
Fenniahuset
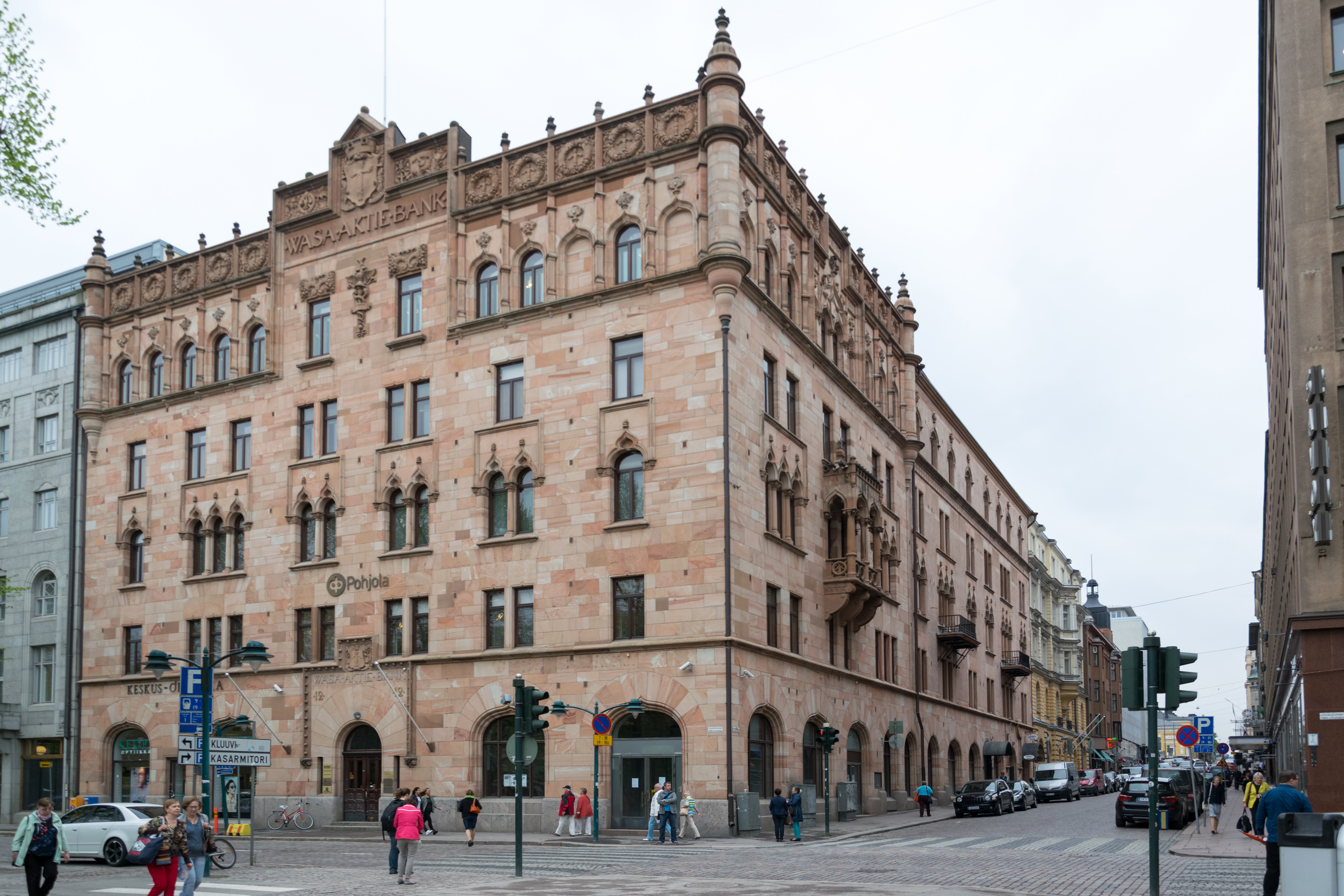
Wasa Aktie Banks hus
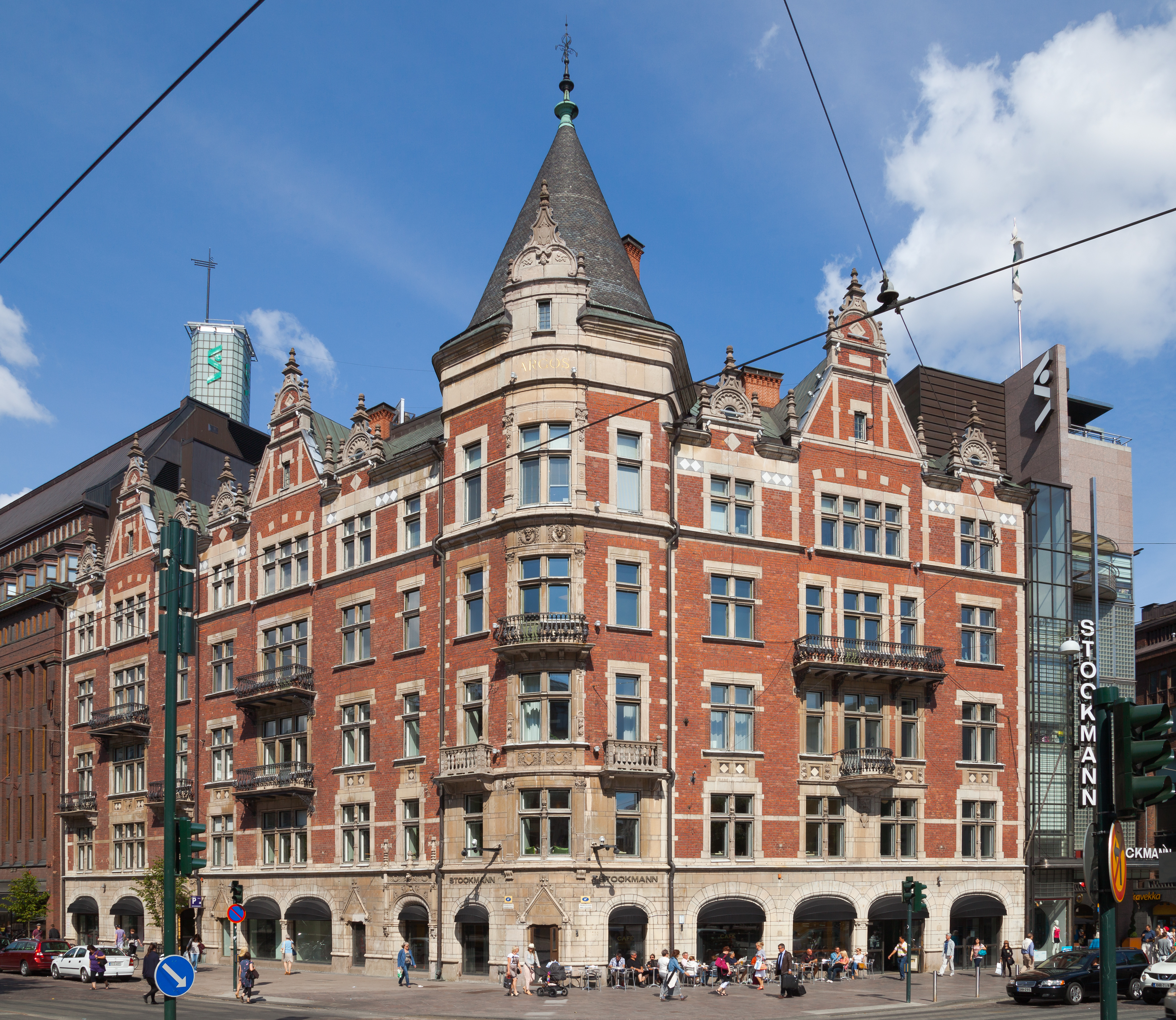
Argos hus
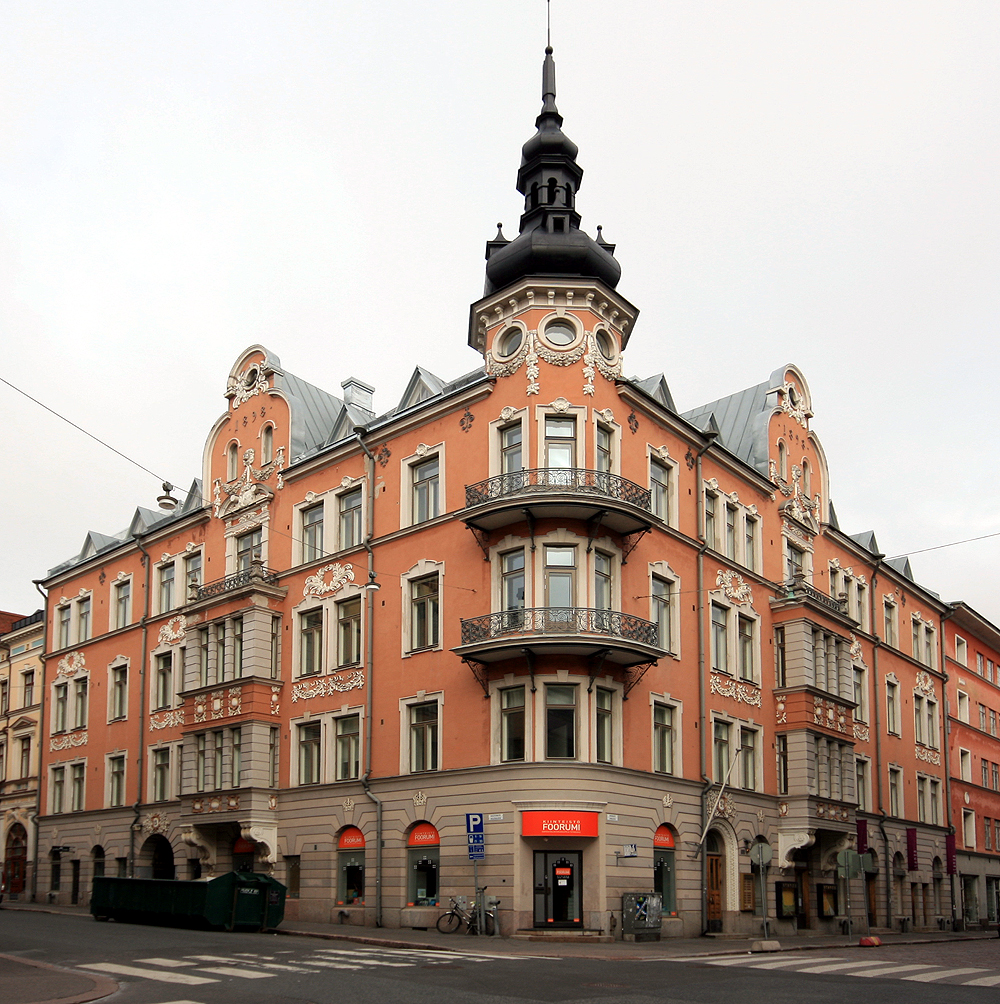
Finlands fastighetsförbunds hus
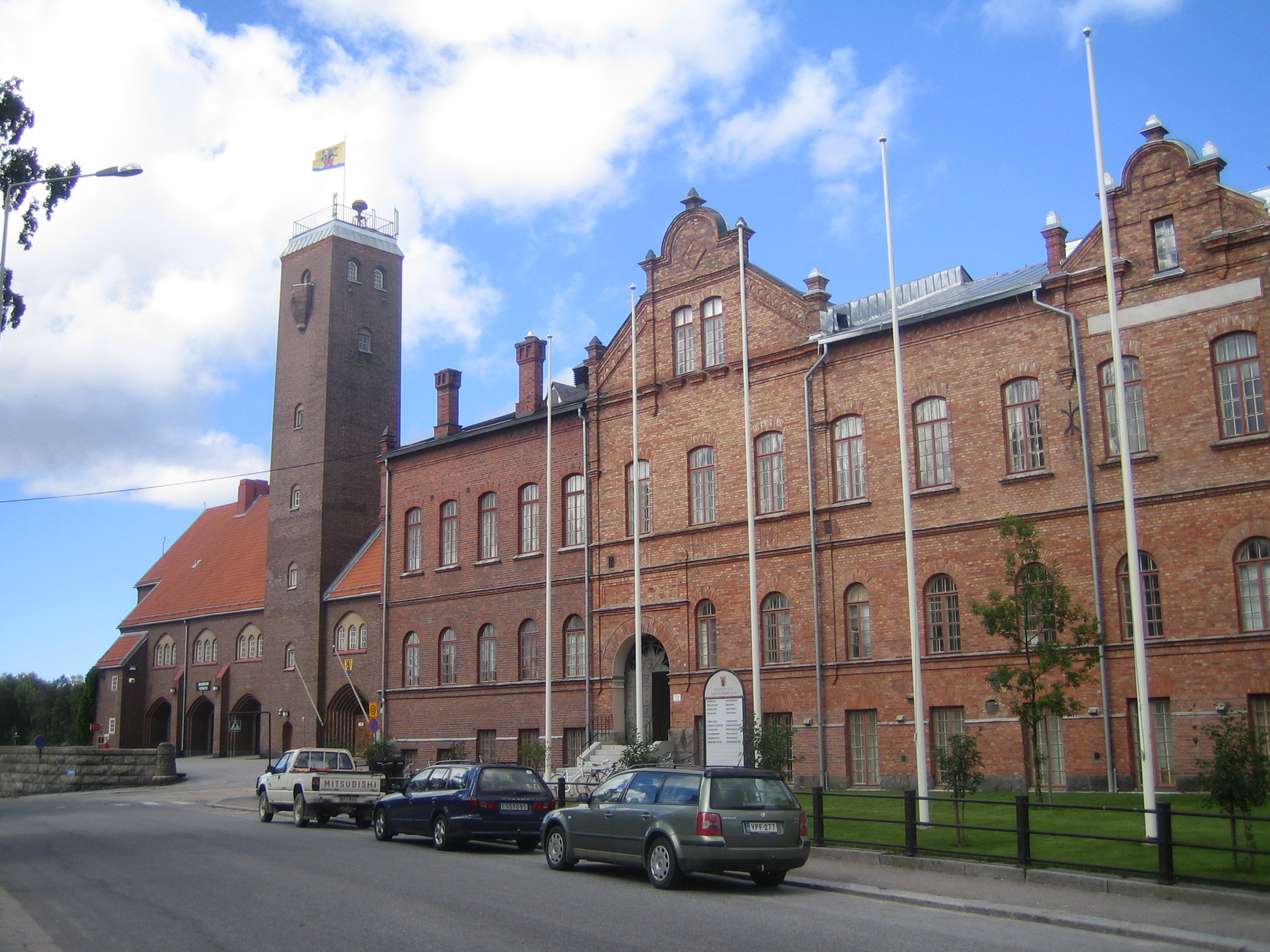
Jakobstads tobaksfabrik
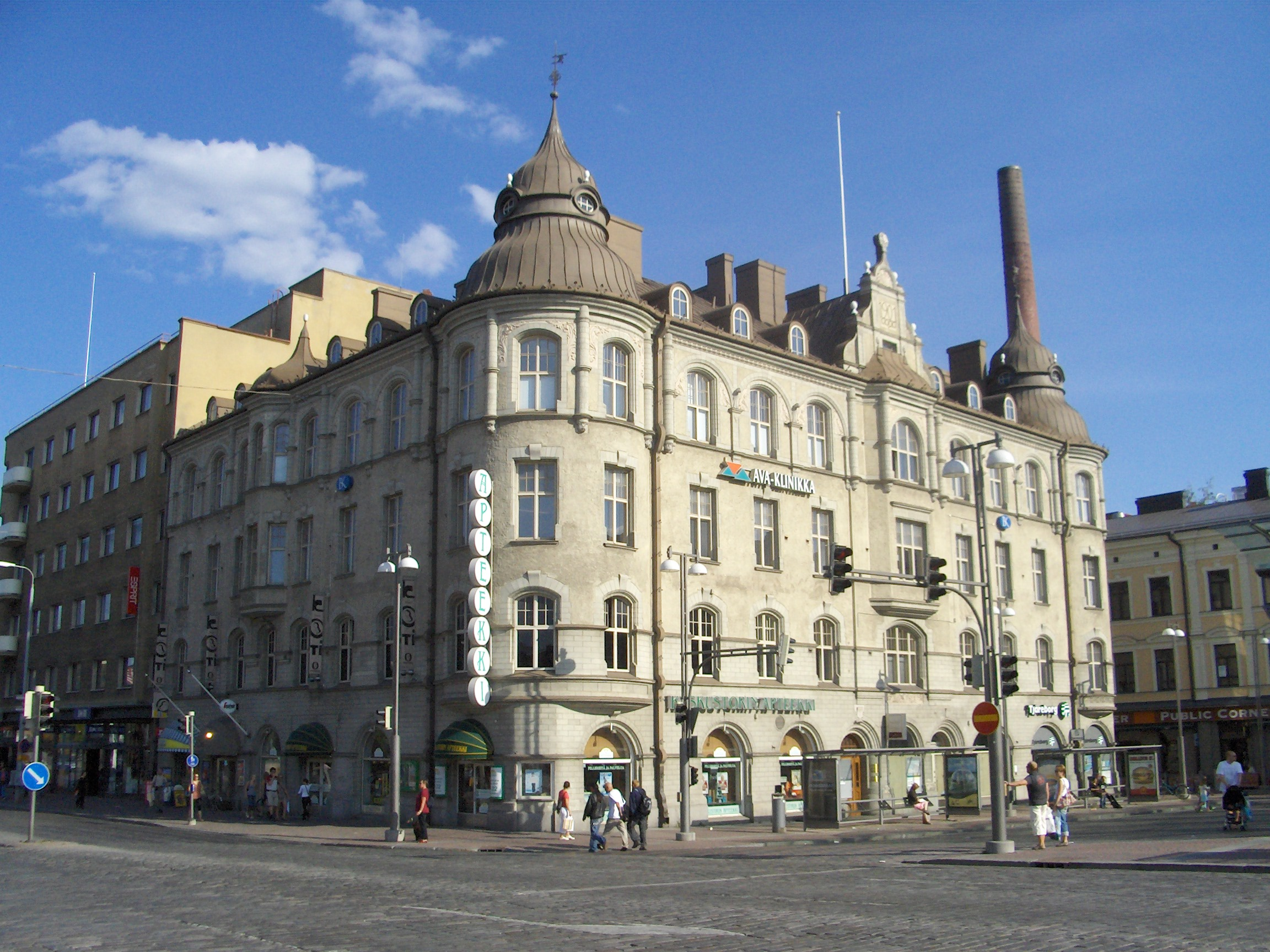
Sumeliuska huset